# Moritz Kaposi
Moritz Kaposi (Kaposi Mór, ur. 23 października 1837 w Kaposvárze, zm. 6 marca 1902 w Wiedniu) – węgierski lekarz dermatolog. Jako pierwszy opisał chorobę, zwaną od jego nazwiska mięsakiem Kaposiego, a także wiele innych jednostek chorobowych, m.in. xeroderma pigmentosum. Jako pierwszy opisał zmiany narządowe w toczniu rumieniowatym układowym. Współtwórca wiedeńskiej szkoły dermatologii.

## Życiorys
Urodził się w ubogiej żydowskiej rodzinie w Kaposvárze jako Moriz Kohn. Jego rodzicami byli Salomon Kohn i Rosa z domu Krauss. Po zmianie wyznania na katolicyzm w 1871 zmienił nazwisko na Kaposi (nawiązanie do rodzinnego miasta).
Uczęszczał do szkoły w rodzinnym mieście, a następnie do niemieckiego gimnazjum w Bratysławie. Studiował medycynę na Uniwersytecie Wiedeńskim od 1855 do 1859. Po ukończeniu studiów od razu został asystentem Ferdinanda von Hebry. Po przedstawieniu rozprawy Dermatologie und Syphilis w 1866 roku habilitował się i został Privatdozentem. W 1875 został profesorem na Uniwersytecie Wiedeńskim, od 1881 dyrektor kliniki chorób skórnych wiedeńskiego szpitala miejskiego (Allgemeines Krankenhaus der Stadt Wien). W 1899 otrzymał tytuł radcy dworu (Hofrat).
Na jego cześć nazwano ulicę w wiedeńskiej dzielnicy Donaustadt (Kaposigasse).
Ożenił się z córką swojego nauczyciela, Marthą Hebrą. Mieli pięcioro dzieci, trzech synów i dwie córki.

## Dorobek naukowy
Był autorem ponad 150 książek i artykułów. Razem z Hebrą napisał podręcznik dermatologii Lehrbuch der Hautkrankheiten. W 1880 opublikował książkę Pathologie und Therapie der Hautkrankheiten in Vorlesungen für praktische Ärzte und Studierende, przetłumaczoną na wiele języków i uważaną za jedną z najważniejszych pozycji w historii dermatologii.

## Wybrane prace
- Lehrbuch der Hautkrankheiten (1878)
- Pathologie und Therapie der Hautkrankheiten in Vorlesungen für praktische Ärzte und Studierende (1880)
- Pathologie und Therapie der Syphilis (1881)
- Handatlas der Hautkrankenheiten (1879)
- Idiopathisches multiples Pigmentsarkom der Haut. Arch Dermatol Syph 4, ss. 265-73 (1872)